# Superfície específica

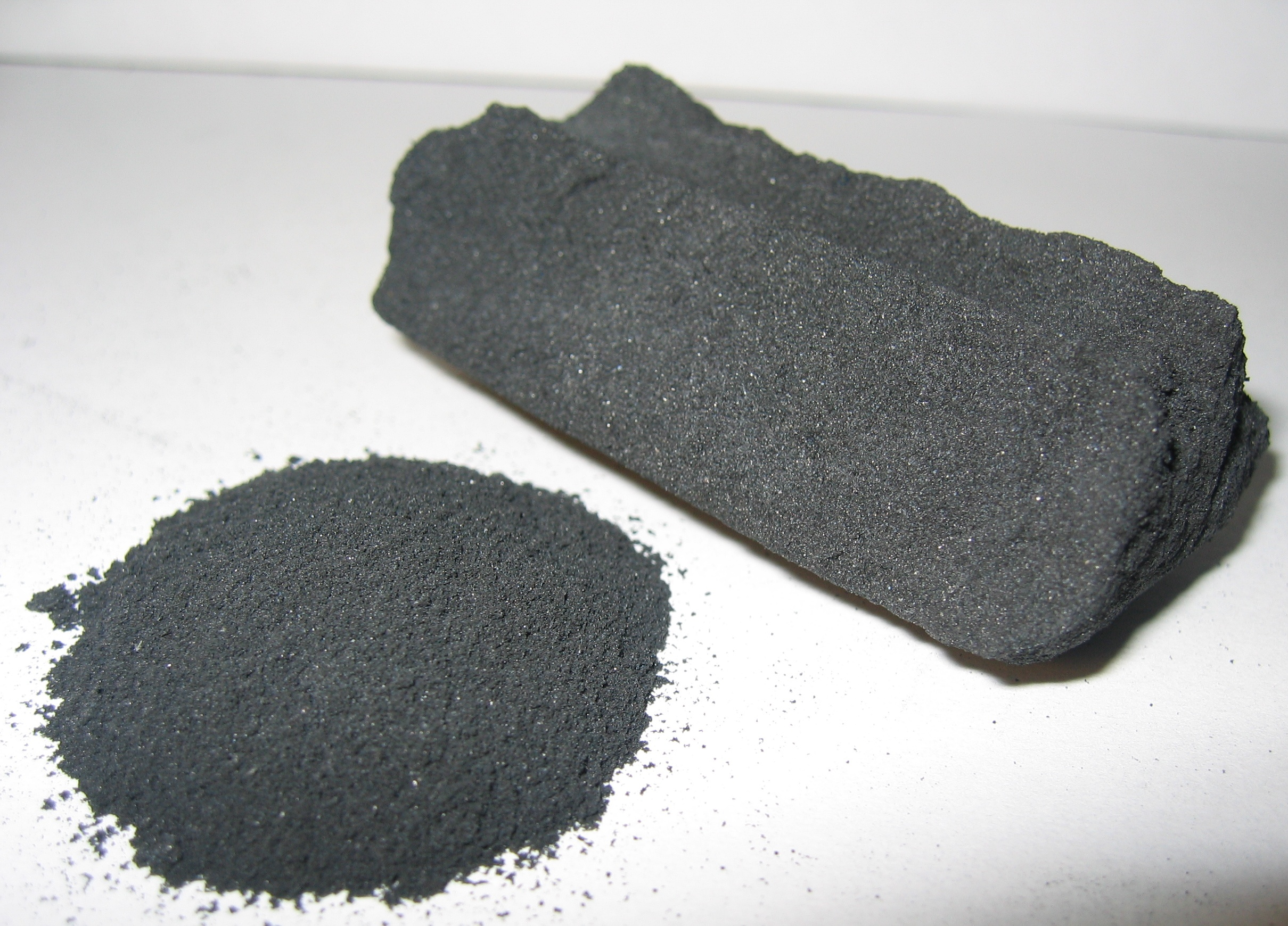
O carvão activado é um dos materiais com maior superfície específica, em geral superior a 500 metros quadrados por cada grama (> 500 000 m^{2}/kg).

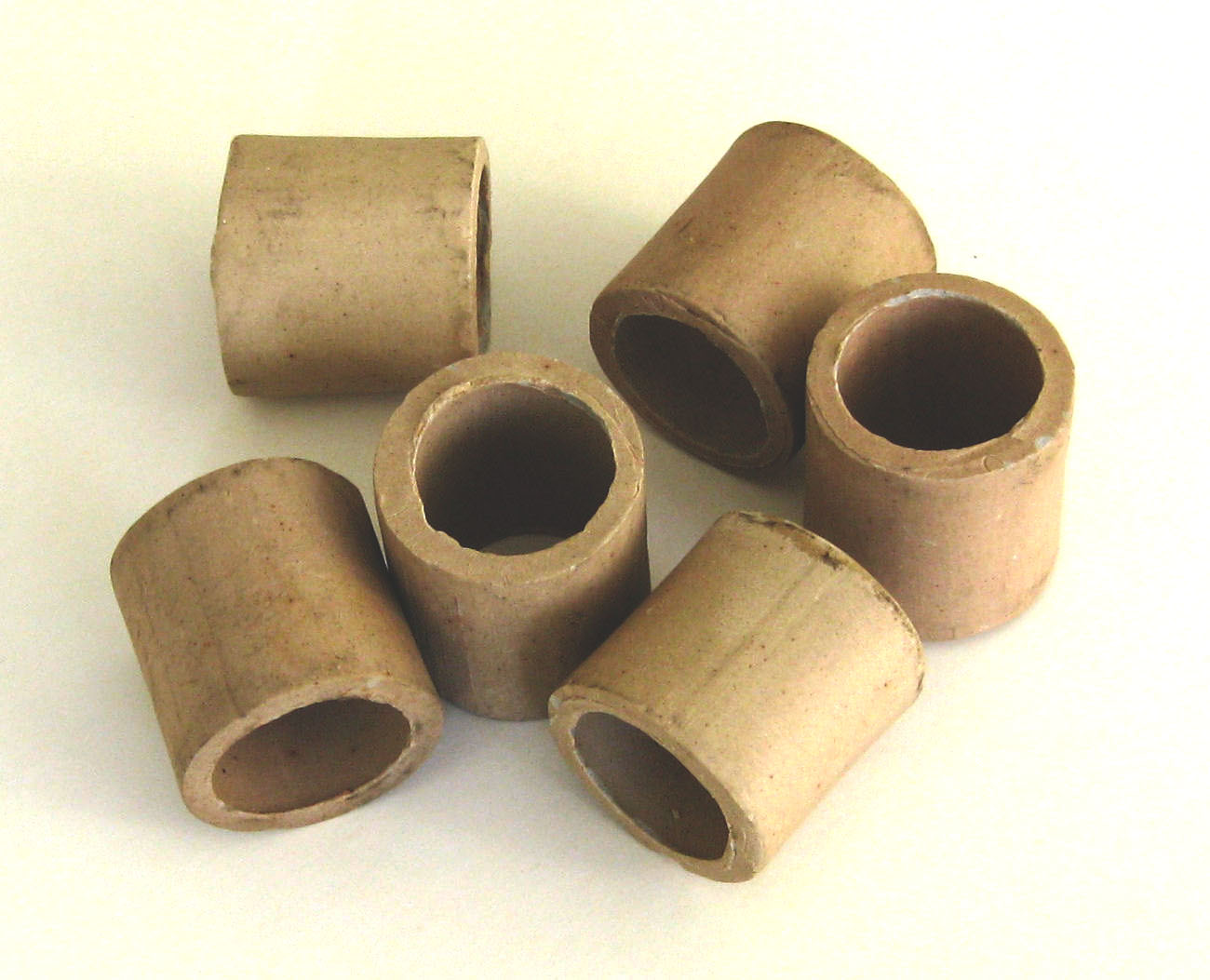
Anéis de Raschig cerâmicos. Estas estruturas apresentam uma muito elevada superfície específica.

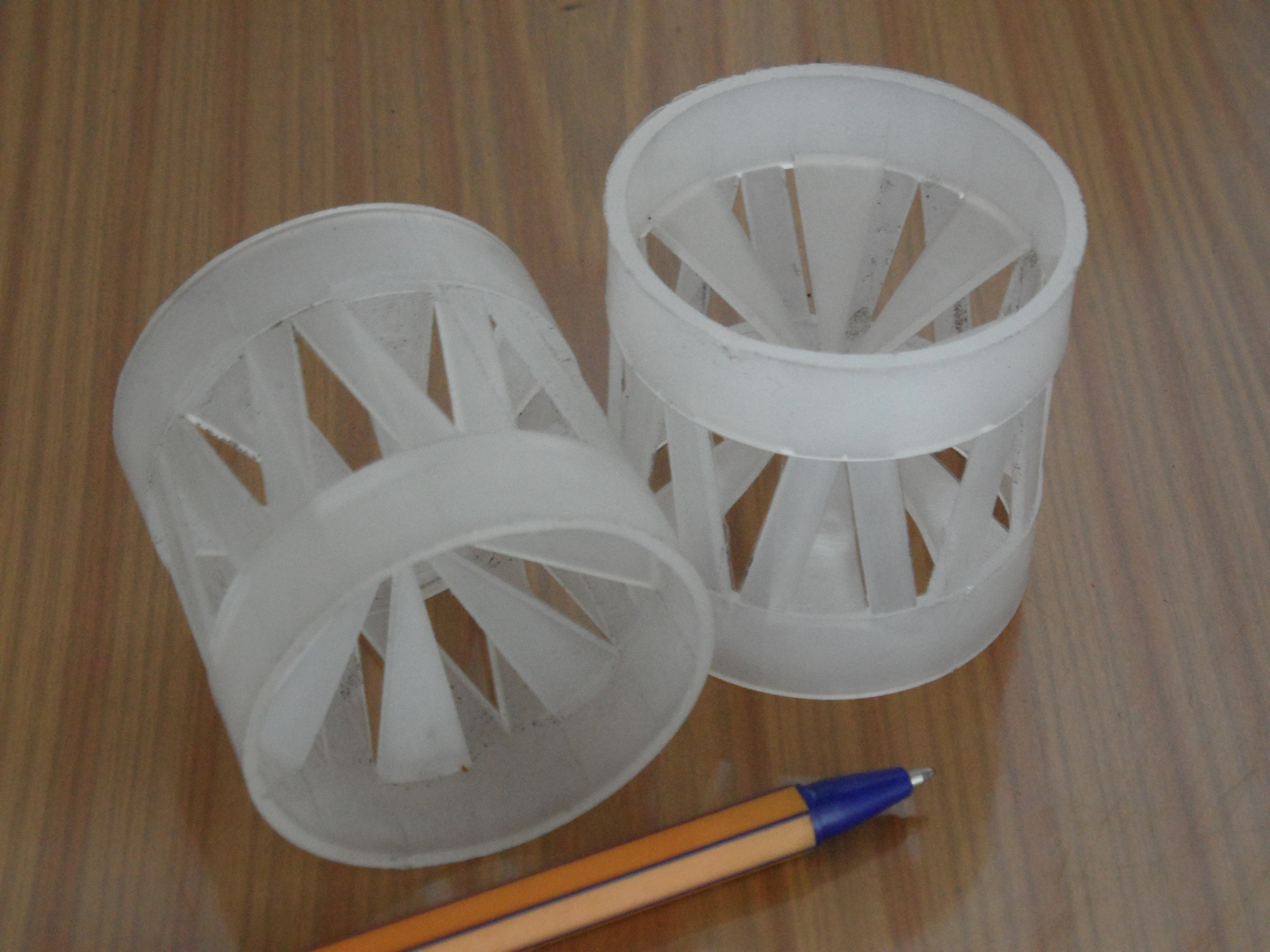
Anéis de Białecki em material plástico. EStas estruturas apresentam elevada área de superfície específica.

Os irregularidades na superfície, representados por ranhuras em formato triangular, aumentam a área da superfície e por essa via a superfície específica.

Superfície específica (ou área de superfície específica) é uma propriedade dimensional dos sólidos, definida como a área superficial total de um material por unidade de massa (com unidades de m2/kg ou m2/g), ou área superficial total por unidade de volume sólido ou agregado (unidades de m2/m3 ou m−1). É um valor físico que pode ser usado para determinar o tipo e as propriedades de um material (por exemplo, solo ou neve). Tem uma importância particular para estimar fenómenos de adsorção, catálise heterogénea e reações de superfície.

## Descrição
A superfície interna de sólidos porosos ou granulares é uma variável dimensional que é usada em várias disciplinas científicas e técnicas. Inclui a totalidade de todas as superfícies nele contidas, incluindo aquelas entre os grãos e dentro dos poros. A medição real da área de superfície interna de uma determinada massa ou volume é a correspondente área de superfície específica.
Em contraste, a superfície externa é a superfície diretamente visível do lado de fora, ou seja, aquela que seria obtida quando o sistema de material fosse recoberto a partir do exterior.

## Métodos de medição
Os valores obtidos para a área de superfície específica de um material dependem do método de medição. Em métodos baseados na determinação da adsorção, o tamanho da molécula de adsorvato (a molécula sonda), os planos cristalográficos expostos na superfície e a temperatura de medição afetam a área de superfície específica obtida. Por esta razão, para além do método mais frequentemente usado, o método de adsorção Brunauer–Emmett–Teller (N2-BET), foram desenvolvidas várias técnicas para medir a área de superfície específica de materiais particulados à temperatura ambiente e em escalas controláveis. Entre essas técnicas inclui-se a coloração com azul de metileno (MB), a adsorção do éter monoetílico de etilenoglicol (EGME), a análise eletrocinética da adsorção de iões complexos e um método de retenção de proteina (PR). Existem vários padrões internacionais para a medição da área de superfície específica de materiais, incluindo o padrão ISO 9277.

### Adsorção
A superfície específica pode ser estimada através da medição da adsorção com recurso à teoria de adsorção multimolecular (o método de BET) por determinação da isotérmica BET. Esta metodologia tem a vantagem de medir a superfície específica de estruturas finas e de considerar o efeito da textura profunda nas partículas. No entanto, os resultados podem diferir acentuadamente dependendo da substância adsorvida. A teoria BET tem limitações inerentes, mas tem a vantagem de ser simples e fornecer respostas relativas adequadas quando os sólidos são quimicamente semelhantes. Em casos relativamente raros, modelos mais complicados baseados em abordagens termodinâmicas, ou mesmo química quântica, podem ser aplicados para melhorar a consistência dos resultados, mas ao custo de cálculos muito mais complexos que exigem conhecimento avançado e um bom entendimento das questões físico-químicas, e especialmente termodinâmicas, que estão subjacentes à metodologia.

### Permeabilidade aos gases
A superfície específica de permeabilidade ao ar que determinada substância oferece depende da relação entre a área de superfície específica e a resistência ao fluxo de ar através de um leito poroso de material em pó. O método é simples e rápido e produz resultados que geralmente apresentam uma boa correlação com a reatividade química de um pó. No entanto, este parâmetro fornece poucas indicações sobre grande parte da textura da superfície profunda do material.

### Cálculo
A área de superfície específica pode ser simplesmente calculada a partir de uma distribuição de tamanhos de partícula, fazendo algumas suposições sobre a forma da partícula. Este método, no entanto, não leva em conta a superfície associada à textura superficial das partículas.
A superfície específica {\displaystyle S} (de superfície) é determinado com uma medição de superfície, podendo ser expressa em função da massa ou do volume. As seguintes equações estabelecem as relações básicas em cada um dos casos:
Em função da massa
A superfície específica é calculada em função da massa pela seguinte expressão:
{\displaystyle S_{m}={\frac {A}{m}}}
onde {\displaystyle A} é a área da superfície interna e externa total (em m2); {\displaystyle m} é a massa (em kg de material); e {\displaystyle S_{m}} é a superfície específica (unidade {\displaystyle \mathrm {\frac {m^{2}}{kg}} }).
Em função do volume
A superfície específica é calculada em função do volume pela seguinte expressão:
{\displaystyle S_{V}={\frac {A}{V}}}
onde {\displaystyle A} é a área da superfície interna e externa total (em m2); {\displaystyle V} é o volume (em m3 de material); e {\displaystyle S_{V}} é a superfície específica (unidade {\displaystyle \mathrm {\frac {m^{2}}{m^{3}}} =\mathrm {\frac {1}{m}} }).
A esfera é o sólido que tem a menor área de superfície específica (para um determinado volume):
{\displaystyle S_{V_{e}}=6/d}
onde {\displaystyle d} é o diâmetro da esfera.
| Superfície específica típica (m2/g) | Material                    | Aplicação                   |
| ----------------------------------- | --------------------------- | --------------------------- |
| 7140                                | Estruturas organo-metálicas | absorção de gases           |
| 900                                 | Faujasite                   | catalizador                 |
| 500 - 3000                          | Carvão ativado              | absorção de gases e solutos |
| 200                                 | Alumina                     | suporte catalítico          |